# NGC 3796
NGC 3796 este o galaxie spirală situată în constelația Ursa Mare. A fost descoperită în 19 martie 1790 de către William Herschel. Se află la o distanță de 22,7 de megaparseci de Pământ.